# Бушмен (Француска)
Бушмен (фр. Bouchemaine) насеље је и општина у западној Француској у региону Лоара, у департману Мен и Лоара која припада префектури Анже.
По подацима из 2011. године у општини је живело 6317 становника, а густина насељености је износила 318,88 становника/km². Општина се простире на површини од 19,81 km². Налази се на средњој надморској висини од 26 метара (максималној 73 m, а минималној 11 m).

## Демографија
| 1962. | 1968. | 1975. | 1982. | 1990. | 1999. | 2011. |
| ----- | ----- | ----- | ----- | ----- | ----- | ----- |
| 1.279 | 1.681 | 3.223 | 5.014 | 5.799 | 6.153 | 6.317 |

График промене броја становника у току последњих година